# Nisshin
Nisshin (日進市, Nisshin-shi) är en japansk stad i prefekturen Aichi på den centrala delen av ön Honshu. Staden är belägen strax öster om Nagoya och ingår i denna stads storstadsområde. Nisshin fick stadsrättigheter 1994. 

## Källor

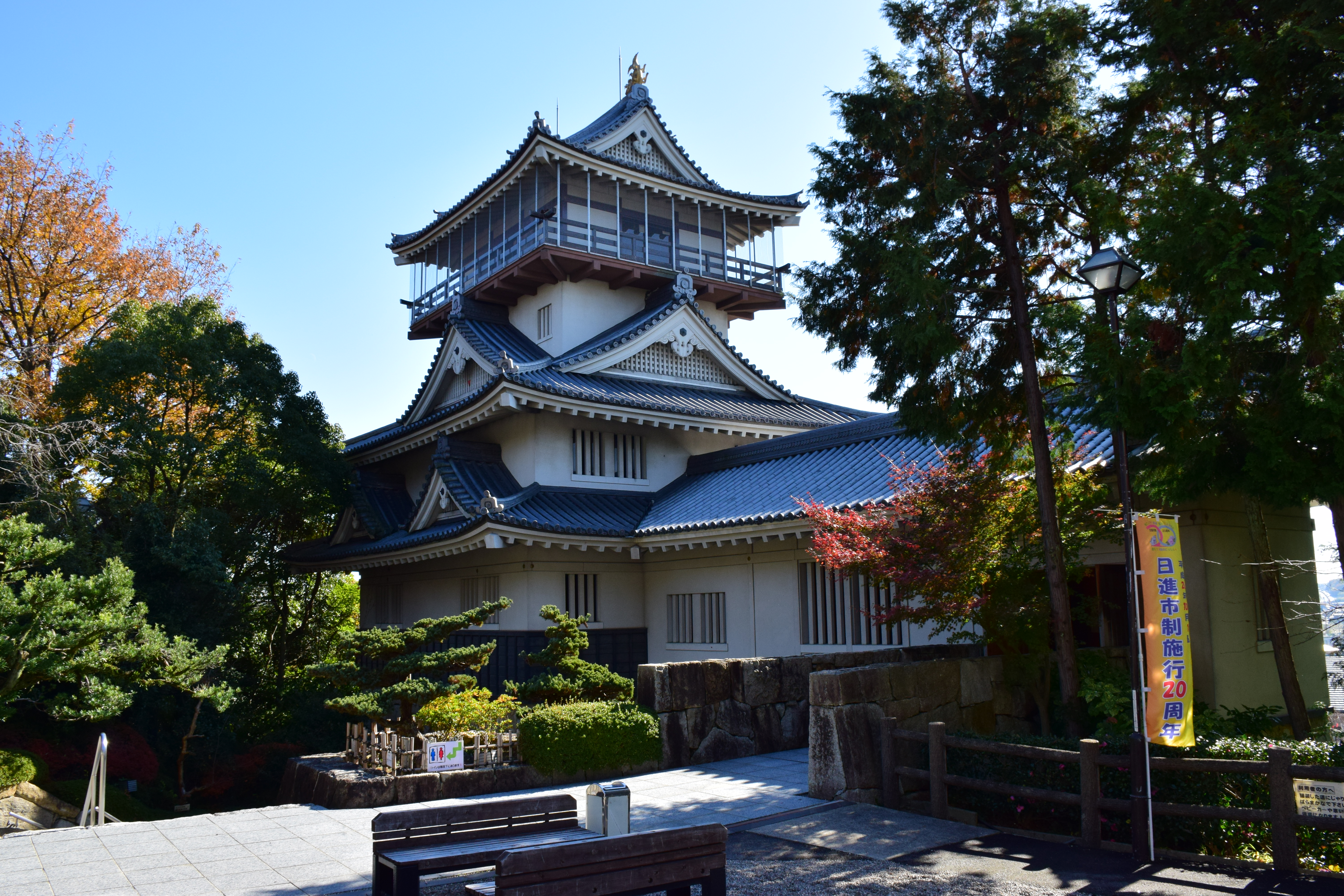
Slottet Iwasaki